# Oulainen

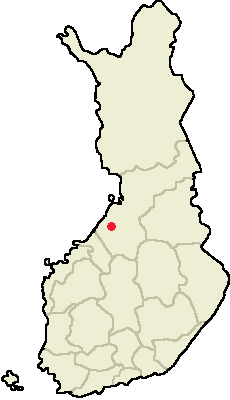
Vị trí của Oulainen ở Phần Lan

Oulainen là một đô thị của Phần Lan, thành lập năm 1865, thành thị xã năm 1977.
Đô thị này nằm ở tỉnh Oulu trong vùng Bắc Ostrobothnia. Đô thị này có dân số 8.198 (2003) với diện tích là 597,60 km² trong đó có 9,86 km² là diện tích mặt nước. Mật độ dân số là 13,9 người trên mỗi km².
Ngoài thị xã trung tâm, đô thị này còn gồm các làng Kilpua, Lehtopää, Matkaniva, Petäjäskoski, Piipsjärvi và Honkaranta.
Đô thị này chỉ sử dụng tiếng Phần Lan. Đô thị này trước đây có tên là "Oulais" trong các tài liệu tiếng Thụy Điển nhưng ngày nay lại có tên "Oulainen" trong tiếng Thụy Điển.